# (3461) Mandelshtam
(3461) Mandelshtam es un asteroide perteneciente al cinturón de asteroides, descubierto el 18 de septiembre de 1977 por Nikolái Stepánovich Chernyj desde el Observatorio Astrofísico de Crimea (República de Crimea).

## Designación y nombre
Designado provisionalmente como 1977 SA1. Fue nombrado Mandelshtam en honor al poeta ruso Ósip Mandelshtam.